# Жильбер Гресс
Жильбер Гресс (фр. Gilbert Gress, нар. 17 грудня 1941, Страсбург) — французький футболіст, що грав на позиції нападника. По завершенні ігрової кар'єри — тренер. Тренер року у Франції (1978).
Виступав за «Страсбур», «Штутгарт» та «Марсель», а також національну збірну Франції. Як тренер працював у Франції, Бельгії, Австрії та з низкою команд Швейцарії, в тому числі і з національною збірною.

## Клубна кар'єра
Народився 17 грудня 1941 року в місті Страсбург. Вихованець футбольної школи клубу «Страсбур». 8 травня 1960 року він дебютував у першій команді в домашній грі проти «Бордо» (2:1). У дебютному сезоні зіграв лише два матчі, а його команда вилетіла до другого дивізіону, вже в наступному сезоні 1960/61 «Страсбур» повернувся до першого дивізіону, де Гресс поступово став основним гравцем і у сезоні 1963/64 виграв з командою Кубок ліги, а через рік здобув і Кубок Франції.
Влітку 1966 року перейшов у західнонімецький «Штутгарт». 20 серпня 1966 року дебютував у Бундеслізі в домашній грі з «Нюрнбергом» (1:0), ставши першим французом у цьому турнірі, заснованому 1963 року. Загалом провів за клуб наступні чотири з половиною сезони своєї ігрової кар'єри. Граючи у складі «Штутгарта» також здебільшого виходив на поле в основному складі команди.
На початку 1971 року Гресс повернувся до Франції і став гравцем «Марселя», з яким у сезонах 1970/71 та 1971/72 виграв два поспіль титули чемпіона Франції, а також по разу здобував Кубок та Суперкубок країни.
1970 року уклав контракт з клубом «Марсель», у складі якого провів наступні три роки своєї кар'єри гравця. Тренерським штабом нового клубу також розглядався як гравець «основи». За цей час додав до переліку своїх трофеїв два титули чемпіона Франції, ставав володарем Суперкубка Франції.
Завершив професійну ігрову кар'єру у рідному «Страсбур», де грав протягом 1973—1975. Загалом за кар'єру провів у вищому дивізіоні Франції 290 матчів, забивши 28 голів. Ще 149 ігор Жильбер провів у Бундеслізі, забивши 24 голів.

## Виступи за збірну
27 вересня 1967 року дебютував в офіційних матчах у складі національної збірної Франції в товариській грі проти збірної ФРН (1:5). Згодом у 1968 та 1971 роках Гресс зіграв ще по одній грі за збірну, втім закріпитись у ній так і не зумів і більше до «триколірних» не грав.

## Кар'єра тренера
Розпочав тренерську кар'єру відразу ж по завершенні кар'єри гравця, 1975 року, ставши граючим тренером швейцарського «Ксамакса».
1977 року знову повернувся в рідний «Страсбур» і цього разу став головним тренером команди. Гресс привів команду до першого і єдиного чемпіонства в Історії у сезоні 1978/79.

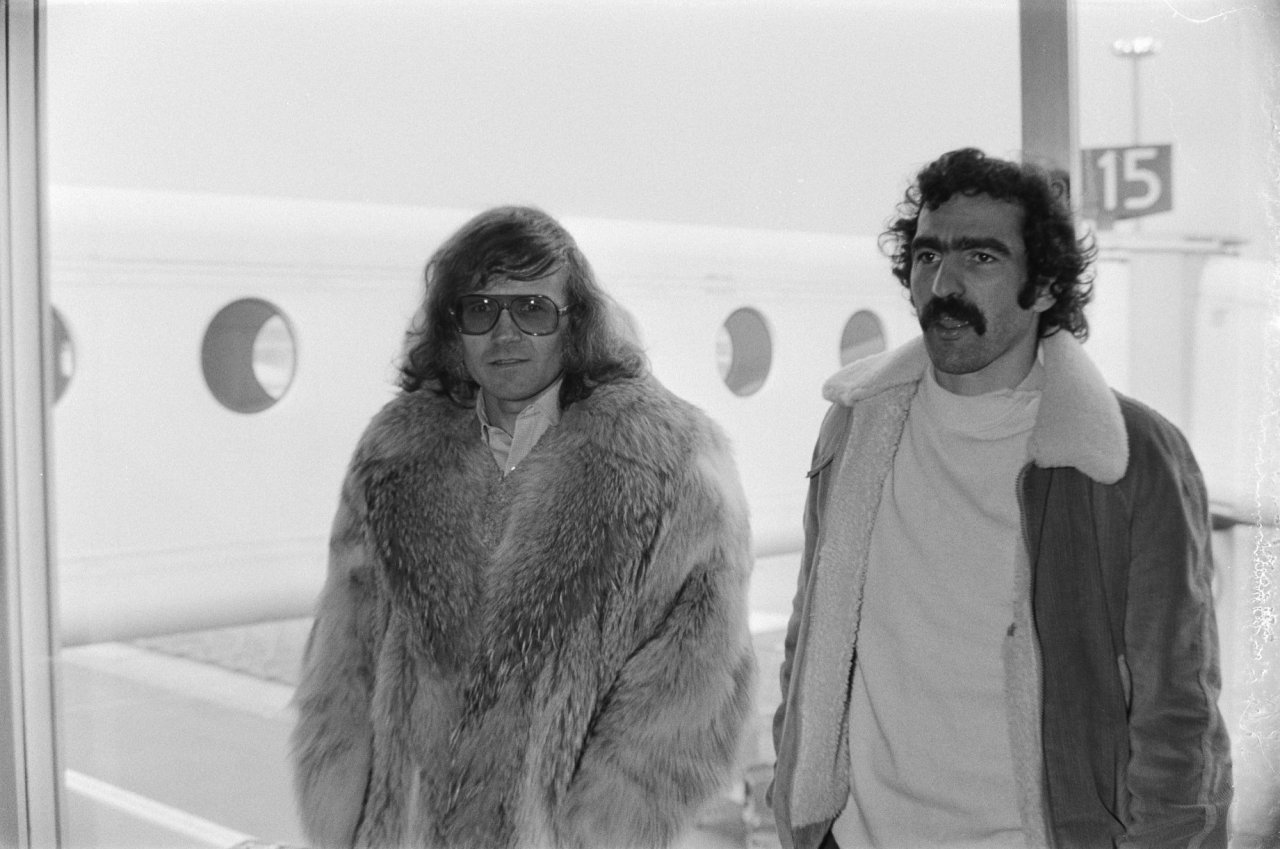
Жильбер Гресс як тренер «Страсбура» поряз із гравцем своєї команди Раймоном Доменеком. 1980 рік.

Згодом протягом сезону 1980/81 років очолював бельгійський «Брюгге», з яким зайняв шосте місце, після чого 1981 року прийняв пропозицію знову попрацювати у «Ксамаксі». Цього разу в команді з Невшателя Гресс працював до 1990 року, а у сезонах 1986/87 і 1988/89 двічі поспіль виграв чемпіонат Швейцарії. Ці два титули стали першими і єдиними чемпіонствами в історії клубу. Також виграв з клубом три Суперкубка Швейцарії. Після цього протягом сезону 1990/91 був головним тренером іншої швейцарської команди «Серветт».
1991 року нову очолив «Страсбур», який саме вилетів з вищого дивізіону. Гресс, придбавши таких гравців як Франк Лебеф та Стівен Кеші зумів повернути команду в еліту з першої спроби, а загалом пропрацював у клубі до 1994 року, після чого повернувся у «Ксамакс», втім цей прихід не приніс нових трофеїв і Гресс покинув команду 1997 року.
25 березня 1998 року Гресс був призначений головним тренером збірної Швейцарії замість австрійця Рольфа Фрінгера, якому не вдалося вивести швейцарців на чемпіонат світу 1998 року у Франції. У кваліфікації на Євро-2000 швейцарці під керівництвом Гресса набрали 14 очок, стільки ж, скільки і Данія, втім за особистими зустрічами саме данці зайняли другу сходинку і здобули право потрапити у плей-оф. Не вивівши команду на європейську першість, Гресс покинув збірну. Всього під його керівництвом команда провела 18 матчів (6 перемог, 6 нічиїх, 6 поразок).
У квітні 2000 року, незадовго до закінчення сезону, французький фахівець очолив «Цюрих», що був у небезпеці від вильоту з вищого дивізіону. Гресс зумів зберегти команді прописку в еліті, а також виграв з клубом Кубок Швейцарії.
В січні 2002 року Гресс повернувся на батьківщину із завданням врятувати «Мец», втім покращити результати команди не зумів, зайнявши передостаннє місце, після чого залишив команду.
2003 року став головним тренером команди «Штурм» (Грац), втім у австрійському клубі пропрацював лише 91 день.
У серпні 2004 року став головним тренером «Сьйона» з другого за рівнем дивізіону Швейцарії. Клуб боровся за підвищення до останнього туру, але в результаті став третім, відставши від другого місця лише на один пункт.
У 2007 році Гресс став тренером «Аарау», який став передостаннім у чемпіонаті і мав зіграти у плей-оф з «Беллінцоною» за місце у вищому дивізіоні. Команда Гресса зуміла взяти гору у двобої і зберегти прописку в еліті, втім після важких переговорів він не дійшов згоди з правлінням щодо продовження контракту і покинув клуб.
У червні 2009 року Гресс знову очолив «Страсбур». Його рідний клуб повернувся до Ліги 2 і керівництво сподівалось, що Гресс знову зможе повернути команду у Лігу 1. Втім цього разу команда виступала невдало і вже у серпні 2009 року він був змушений покинути посаду.

## Статистика виступів

### Статистика клубних виступів
| Сезон             | Команда           | Чемпіонат         | Чемпіонат | Чемпіонат | Єврокубки | Єврокубки | Єврокубки |
| Сезон             | Команда           | Ліга              | Ігор      | Голів     | Ліга      | Ігор      | Голів     |
| ----------------- | ----------------- | ----------------- | --------- | --------- | --------- | --------- | --------- |
| 1959-60           | «Страсбур»        | Д1                | 2         | -         | -         | -         | -         |
| 1960-61           | «Страсбур»        | Д2                | 26        | 6         | -         | -         | -         |
| 1961-62           | «Страсбур»        | Д1                | 2         | -         | -         | -         | -         |
| 1962-63           | «Страсбур»        | Д1                | 23        | 5         | -         | -         | -         |
| 1963-64           | «Страсбур»        | Д1                | 33        | 3         | -         | -         | -         |
| 1964-65           | «Страсбур»        | Д1                | 34        | 3         | КФ        | 9         | 1         |
| 1965-66           | «Страсбур»        | Д1                | 36        | 3         | КФ        | 3         | -         |
| 1966-67           | «Штутгарт»        | Бундесліга        | 34        | 3         | -         | -         | -         |
| 1967-68           | «Штутгарт»        | Бундесліга        | 33        | 9         | -         | -         | -         |
| 1968-69           | «Штутгарт»        | Бундесліга        | 31        | 6         | -         | -         | -         |
| 1969-70           | «Штутгарт»        | Бундесліга        | 34        | 5         | -         | -         | -         |
| 1970-71           | «Штутгарт»        | Бундесліга        | 17        | 2         | -         | -         | -         |
| 1971              | «Марсель»         | Д1                | 19        | 4         | -         | -         | -         |
| 1971-72           | «Марсель»         | Д1                | 37        | 3         | КЧ        | 4         | -         |
| 1972-73           | «Марсель»         | Д1                | 34        | 1         | КЧ        | 2         | -         |
| 1973-74           | «Страсбур»        | Д1                | 31        | 1         | -         | -         | -         |
| 1974-75           | «Страсбур»        | Д1                | 38        | 5         | -         | -         | -         |
| Усього за кар'єру | Усього за кар'єру | Усього за кар'єру | 464       | 59        |           | 18        | 1         |

### Статистика виступів за збірну
| Дата       | Місто  | Господарі | Результат | Гості    | Турнір            | Голи | Примітки |
| ---------- | ------ | --------- | --------- | -------- | ----------------- | ---- | -------- |
| 27/09/1967 | Берлін | Німеччина | 5 – 1     | Франція  | товариський матч  | -    |          |
| 06/11/1968 | Париж  | Франція   | 0 – 1     | Норвегія | Відбір до ЧС 1970 | -    |          |
| 09/10/1971 | Париж  | Франція   | 0 – 2     | Угорщина | Відбір до ЧЄ 1972 | -    |          |
| Усього     |        | Матчів    | 3         |          | Голів             | '    |          |

## Титули і досягнення

### Як гравця
- Чемпіон Франції (2):

«Марсель»: 1970–71, 1971–72
- Володар Кубка Франції (1):

«Страсбур»: 1965–66
«Марсель»: 1971–72
- Володар Кубка французької ліги (1):

«Страсбур»: 1963–64
- Володар Суперкубка Франції (1):

«Марсель»: 1971

### Як тренера
- Чемпіон Франції (1):

«Страсбур»: 1978–79
- Чемпіон Швейцарії (2):

«Ксамакс»: 1986–87, 1987–88
- Володар Кубка Швейцарії (1):

«Цюрих»: 1999–00
- Володар Суперкубка Швейцарії (2):

«Ксамакс»: 1987, 1988

### Індивідуальні
- Тренер року у Франції[de]: 1978
- Тренер століття у «Страсбурі».